# Thanatus arenicola
Thanatus arenicola är en spindelart som först beskrevs av Schmidt 1976.  Thanatus arenicola ingår i släktet Thanatus och familjen snabblöparspindlar.
Artens utbredningsområde är Kanarieöarna. Inga underarter finns listade i Catalogue of Life.